# Ryan Hurst
Ryan Douglas Hurst (19 de junho de 1976) é um ator americano. Ficou conhecido por interpretar Opie Winston na série Sons of Anarchy. Por sua atuação ganhou o Satellite Awards de Melhor Ator Coadjuvante em Série ou Minissérie. Também interpretou Beta na série televisiva The Walking Dead e Hector Bonner na série Bosch. Ele interpretou Thor no jogo God of War Ragnarök para PlayStation.
Notavelmente também estrelou como Gerry Bertier no filme da Disney Remember the Titans e como Michael, meio-irmão de Allison na série Medium. Ele também desempenhou o papel de jogador de futebol Lump Hudson em The Ladykillers, apareceu no filme We Were Soldiers como um sargento. Em Saving Private Ryan, Hurst retrata um paraquedista que, por causa da perda auditiva temporária, não pode compreender as perguntas do capitão Miller sobre o avistamento do Soldado Ryan que obriga Miller (interpretado por Tom Hanks) para fazer as perguntas por escrito.
Hurst nasceu em Santa Mônica, Califórnia , filho de Candace Kaniecki uma professora de atuação e Rick Hurst um ator. Hurst estudou na Santa Monica High School.

## Filmografia

### Filmes
- The Postman (1997) - Eddie March
- Patch Adams (1998) - Neil
- Saving Private Ryan (1998) - Paratrooper Michaelson
- Rules of Engagement (2000) - Captain Hustings
- Remember the Titans (2000) - Gerry Bertier
- Venus and Mars (2001) - Roberto
- We Were Soldiers (2002) - Sgt. Ernie Savage
- Lone Star State of Mind (2002) - Tinker
- The Ladykillers (2004) - Lump Hudson
- Noble Things (2006) - Kyle Collins
- Chasing the Green (2008) - Ross Franklin
- Rango (2011) - Jedidiah
- CBGB (2013) - Mad Mountain

### Televisão
- Saved by the Bell: The New Class (1993) - Crunch Grabowski
- Beverly Hills, 90210 (1994) - Estudante de Teatro
- Campus Cops (1995) - Wayne Simko
- JAG (1995) - Dirk Grover
- Boston Common (1996) - Nikolai
- Wings (1996) - Barry
- L.A. Doctors - Kevn Raives
- The Woman Every Man Wants - Guy
- Taken (2002) - Tom Clarke
- Touched by an Angel (2002) - Doug
- John Doe (2002) - Elvis Braithwaite
- Dr. Vegas (2004) - Steve
- House MD (2005) - Sam
- Wante (2005) - ATF Field Agent Jimmy McGloin
- Medium (2005, 2006, 2007) - Michael 'Lucky' Benoit
- Everwood - Ed Carnahan
- CSI: Miami - Miami Dade Police Officer - Episódio 506 Curse of the Coffin
- Raines (2007) - Marko
- Sons of Anarchy (2008–2012) - Opie Winston
- Mad TV (2008)
- Law and Order: SVU (2011) Doug Loveless - Episódio 267 "Bombshell"
- King and Maxwell (2013 - Presente) - Edgar Roy
- Bates Motel (2013 - 2017) - Chick Hogan
- Outsiders (2016) - Little Foster
- The Walking Dead (2018 - 2020) - Beta
- Paradise City (2020) - Oliver Ostergaard

### Jogos eletrônicos
- God of War Ragnarök (2022) - Thor[5]